# Lamourouxia gracilis
Lamourouxia gracilis är en snyltrotsväxtart som beskrevs av Robinson och Greenm.. Lamourouxia gracilis ingår i släktet Lamourouxia och familjen snyltrotsväxter. Inga underarter finns listade i Catalogue of Life.